# 실종: 사라진 사람들
《실종: 사라진 사람들》(영어: Let It Snow)는 2020년에 공개한 미국의 영화이다.

## 캐스팅

### 주연
- 이바나 사크노 : 미아 역

### 조연
- 알렉스 하프너 : 맥스 역
- 딜리틴 달라키시빌리 : 랄리 역
- 탐리 브지아바 : 어머니 역
- 지아 자파리제 : 노인 역

## 기타
- 수입 :  조이앤시네마